# Telesna straža (film)
Telesna straža (japonsko 用心棒, Hepburn Yōjinbō) je japonski samurajski film iz leta 1961, ki ga je režiral in koproduciral Akira Kurosava ter zanj tudi napisal scenarij skupaj z Rjuzom Kikušimo in Hideom Ogunijem. V glavni vlogi nastopa Toširo Mifune kot ronin, ki pride v majhno vas, kjer se rivalski kriminalni tolpi borita za prevlado. Oba šefa tolpe ga poskušata najeti za telesnega stražarja.
Film je bil premierno prikazan 25. aprila 1961 in je naletel na dobre ocene kritikov. Na 34. podelitvi je bil nominiran za oskarja za najboljšo kostumografijo, Mifune pa je osvojil nagrado za najboljšega igralca na Beneškem filmskem festivalu. Revija Empire ga je uvrstila na 95. mesto lestvice petstotih najboljših filmov vseh časov. Kurosava je leta 1962 posnel nadaljevanje Sanjuro.

## Vloge
- Toširo Mifune kot Kuvabatake Sandžuro (桑畑 三十郎, Kuwabatake Sanjuro)
- Tacuja Nakadai kot Unosuke (卯之助)
- Joko Cukasa kot Nui (ぬい)
- Isuzu Jamada kot Orin (おりん)
- Daisuke Kato kot Inokiči (亥之吉, Inokichi)
- Seizaburo Kavazu kot Seibei (清兵衛)
- Takaši Šimura kot Tokuemon (徳右衛門)
- Hiroši Tačikava kot Yoičiro (倅与一郎, Yoichiro)
- Josuke Nacuki kot kmetov sin
- Eidžiro Tono kot Gondži (権爺, Gonji)
- Kamatari Fudživara kot Tazaemon (多左衛門)
- Ikio Savamura kot Hansuke (半助)
- Acuši Vatanabe kot izdelovalec krst
- Susumu Fudžita kot Honma (本間)
- Kju Sazanka kot Ušitora (丑寅, Ushitora)
- Jošio Cučija kot Kohei (小平)
- Namigoro Rašomon kot Kannuki